# Mureck
Mureck è un comune austriaco di 3 567 abitanti nel distretto di Südoststeiermark, in Stiria; ha lo status di città (Stadt). Il 1º gennaio 2015 ha inglobato i comuni soppressi di Eichfeld e Gosdorf.